# ديلكتبه (سنجك)
ديلكتبه (بالكردية: Kalikan‏) (بالتركية: Dilektepe)‏ هي قرية كرديّة رشوانيّة تتبع إداريّاً لمديرية سنجك في محافظة أديامان التركية، بلغ عدد سكانها 743 نسمة في عام 2021 ويتبعها نجوع كوكجلي وكووندك وكاسناقلي ويولجولر.